# 第29回全日本大学サッカー選手権大会
第29回全日本大学サッカー選手権大会は1980年11月27日から11月30日にかけて開催された全日本大学サッカー選手権大会である。筑波大学が2年連続6回目、中央大学が15年ぶり6回目の優勝を果たした。

## 概要
9地域の代表11校と総理大臣杯全日本大学サッカートーナメント優勝校が参加した。

### 大会日程
- 1980年11月27日 - 1回戦
- 1980年11月28日 - 準々決勝
- 1980年11月29日 - 準決勝
- 1980年11月30日 - 決勝、三位決定戦

### 開催競技場
- 西が丘サッカー場（1回戦・準々決勝・準決勝・決勝）
- 駒沢競技場（1回戦・準々決勝）

## 出場大学
- 法政大学（総理大臣杯優勝・9年連続12回目）
- 札幌大学（北海道代表・13年連続13回目）
- 岩手大学（東北代表・初[1]）
- 筑波大学（関東第1代表・2年連続11回目）
- 中央大学（関東第2代表・2年ぶり10回目）
- 信州大学（北信越代表・9年ぶり4回目）
- 愛知学院大学（東海代表・2年連続3回目）
- 大阪商業大学（関西第1代表・2年ぶり12回目）
- 大阪体育大学（関西第2代表・5年連続5回目）
- 広島大学福山校（中国代表・2年ぶり4回目）
- 香川大学（四国代表・2年連続2回目）
- 九州産業大学（九州代表・3年連続14回目）

## 試合日程・結果

### 1回戦
| 1980年11月27日 |

| 広島大学福山校 | 3 - 0 | 岩手大学 |
|                |       |          |

|  |

| 1980年11月27日 |

| 法政大学 | 7 - 0 | 信州大学 |
|          |       |          |

|  |

| 1980年11月27日 |

| 札幌大学                   | 2 - 1 | 九州産業大学 |
| 自殺点 後1分 · 道下 後36分 |       | 得点者不明   |

|  |

| 1980年11月27日 |

| 愛知学院大学 | 6 - 0 | 香川大学 |
|              |       |          |

|  |

### 準々決勝
| 1980年11月28日 |

| 筑波大学               | 7 - 0 | 広島大学福山校 |
| 林3 , · 松田3 , · 桜木 |       |                |

|  |

| 1980年11月28日 |

| 法政大学                  | 4 - 1 延長 | 大阪体育大学 |
| 池谷 · 川勝 · 落合 · 加藤 |            | 古畑         |

|  |

| 1980年11月28日 |

| 中央大学           | 3 - 2 | 札幌大学    |
| 祝田 · 手塚 · 藤本 |       | 古川 · 道下 |

|  |

| 1980年11月28日 |

| 大阪商業大学          | 4 - 0 | 愛知学院大学 |
| 小林2 , · 上田 · 浦田 |       |              |

|  |

### 準決勝
| 1980年11月29日 |

| 筑波大学 | 1 - 1 延長 (PK 5-3) | 法政大学 |
| 大野     |                     | 横田     |

| 西が丘サッカー場 |

| 1980年11月29日 |

| 中央大学           | 1 - 1 延長 (PK 4-2) | 大阪商業大学 |
| 手塚 前41分 (pen.) |                     | 富樫         |

| 西が丘サッカー場 |

### 三位決定戦
| 1980年11月30日 |

| 法政大学                       | 5 - 0 | 大阪商業大学 |
| 横田2 , · 水沼 · 加藤 · 自殺点 |       |              |

| 西が丘サッカー場 |

### 決勝
| 1980年11月30日 |

| 筑波大学  | 2 - 2 再延長・引分 | 中央大学    |
| 大石 · 林 |                    | 河崎 · 氏原 |

| 西が丘サッカー場 |

## 最終結果
| 第29回全日本大学サッカー選手権大会 優勝チーム |
| --------------------------------------------- |
| 筑波大学 2年連続6回目                         |
| 中央大学 15年ぶり6回目                        |

## 主な出場選手
- 越田剛史（筑波大学）
- 手塚聡（中央大学）
- 信藤克義（中央大学）
- 水沼貴史（法政大学）
- 川勝良一（法政大学）
- 菅野裕二（大阪商業大学）